# La desaparició d'en Conan Edogawa: Els dos pitjors dies de la història
La desaparició d'en Conan Edogawa: Els dos pitjors dies de la història (名探偵コナン 江戸川コナン失踪事件〜史上最悪の二日間〜, Meitantei Konan: Edogawa Konan shissō jiken ~Shijō saiaku no futsukakan~) és el cinquè especial de televisió d'animació d'El detectiu Conan, en honor al vintè aniversari del manga, estrenat al Japó el 26 de desembre de 2014. S'ha doblat al català, publicada en DVD el 8 de juny del 2020, i emesa al Canal Super3 el 4 de juliol del mateix any.
Mai Kuraki va oferir un nou tema especial per a l'ocasió, titulat Dynamite, que també és el tema d'obertura dels episodis 757 al 773.
Recorda el cas de la desaparició d'Agatha Christie el 1926, i Kenji Uchida va fer-ne un crossover de la seva pel·lícula del 2012 Kagi Dorobō no Method amb Gōshō Aoyama.

## Repartiment
| Personatge                        | Doblatge original  |
| --------------------------------- | ------------------ |
| Conan Edogawa                     | Minami Takayama    |
| Shinichi Kudo                     | Kappei Yamaguchi   |
| Ran Mori                          | Wakana Yamazaki    |
| Kogoro Mori                       | Rikiya Koyama      |
| Hiroshi Agasa                     | Ken'ichi Ogata     |
| Ai Haibara                        | Megumi Hayashibara |
| Ayumi Yoshida                     | Yukiko Iwai        |
| Genta Kojima                      | Wataru Takagi      |
| Mitsuhiko Tsuburaya               | Ikue Ōtani         |
| Kaito Kid                         | Kappei Yamaguchi   |
| Motohashi                         | Ryōichi Tanaka     |
| Tomonori Ogawara                  | Ōki Sugiyama       |
| Shinichirō Yamazaki/Junitsu Kondō | Teruyuki Kagawa    |
| Kanae Yamazaki                    | Ryōko Hirosue      |
| Takeshi Sakurai                   | Tetsuya Iwanaga    |
| Kenji Ōtani                       | Taiten Kusunoki    |
| Tatsu, l'ad lib                   | Takeshi Kusao      |
| Nana                              | Rika Fukami        |
| M                                 | Yū Mizushima       |
| Kankichi Kameda                   | Yōsuke Akimoto     |
| Keiichi Sano                      | Ryūzō Hasuike      |
| Maru                              | Aruno Tahara       |
| Joe                               | Minoru Shiraishi   |